# Morir (película)
Morir es una película dramática española del 2017 dirigida por Fernando Franco García, su segunda película después de La herida, con guion coescrito con Coral Cruz inspirado en la novela homónima de Arthur Schnitzler. Se trata de una película con poco diálogo, donde los actores se comunican más con la mirada, en una historia pequeña que va de lo universal con un número reducido de actores.

## Argumento
Luis y Marta son una pareja feliz que de repente en unas vacaciones ve paralizada su vida por la irrupción de un cáncer incurable y terminal diagnosticado a Luis que les provoca culpa, mentiras, miedo y dolor, poniendo a prueba su estabilidad y su amor, poniendo énfasis en el sufrimiento del curador (en este caso, Marta).

## Reparto
| Intérprete        | Personaje             |
| ----------------- | --------------------- |
| Marian Álvarez    | Marta                 |
| Andrés Gertrúdix  | Luis                  |
| César Sarachu     | Doctor Arenas         |
| Eduardo Rejón     | Álex                  |
| Pablo Gómez-Pando | Carlos                |
| Francesco Carril  | Enrico                |
| Mikele Urroz      | Enfermera             |
| Itziar Ituño      | Enfermera Reanimación |
| Maika Barroso     | Señora Bingo          |
| Iñigo Aranburu    | Camarero              |
| Raquel García     | Dependienta           |
| Sara Wolff        | Enfermera             |
| Mila Videgain     | Limpiadora            |
| Bingen Loinaz     | Celador               |

## Nominaciones y premios
Premios Goya
| Año  | Categoría                | Nominados        | Resultado |
| ---- | ------------------------ | ---------------- | --------- |
| 2017 | Mejor actor protagonista | Andrés Gertrúdix | Nominado  |

Premios Feroz
| Año  | Categoría                 | Nominados        | Resultado |
| ---- | ------------------------- | ---------------- | --------- |
| 2017 | Mejor actor protagonista  | Andrés Gertrúdix | Nominado  |
| 2017 | Mejor actriz protagonista | Marian Álvarez   | Nominada  |

Premios Cinematográficos José María Forqué
| Año  | Categoría                | Nominados        | Resultado |
| ---- | ------------------------ | ---------------- | --------- |
| 2017 | Premio al mejor actor    | Andrés Gertrúdix | Nominado  |
| 2017 | Premio a la mejor actriz | Marian Álvarez   | Nominada  |

Medallas del Círculo de Escritores Cinematográficos
| Año  | Categoría    | Nominados        | Resultado |
| ---- | ------------ | ---------------- | --------- |
| 2017 | Mejor actor  | Andrés Gertrúdix | Nominado  |
| 2017 | Mejor actriu | Marian Álvarez   | Nominada  |